# Temporada da Juventus Football Club de 2018–19
A temporada de 2018–19 da Juventus Football Club é a 12ª temporada consecutiva do time italiano na primeira divisão do futebol italiano e, a 121ª temporada que participa desde sua criação.
Em julho de 2018, Cristiano Ronaldo tornou-se a transferência mais cara de um clube italiano, no valor de cem milhões de euros com o clube espanhol Real Madrid.

## Jogadores

### Plantel
Número de jogadores e de equipes (atualizados em agosto de 2018).
| No.         | Name                    | Nat                  | Position(s)                        | Date of birth (Age)     | Signed in   | Contract ends | Signed from         | Transfer Fee | Apps.       | Goals       |
| Goalkeepers | Goalkeepers             | Goalkeepers          | Goalkeepers                        | Goalkeepers             | Goalkeepers | Goalkeepers   | Goalkeepers         | Goalkeepers  | Goalkeepers | Goalkeepers |
| ----------- | ----------------------- | -------------------- | ---------------------------------- | ----------------------- | ----------- | ------------- | ------------------- | ------------ | ----------- | ----------- |
| 1           | Wojciech Szczęsny       | Polónia              | GK                                 | 18 de abril de 1990     | 2017        | 2021          | Arsenal             | €12M         | 19          | 0           |
| 21          | Carlo Pinsoglio         | Itália               | GK                                 | 16 de março de 1990     | 2014        | 2020          | Youth Sector        | N/A          | 1           | 0           |
| 22          | Mattia Perin            | Itália               | GK                                 | 10 de novembro de 1992  | 2018        | 2022          | Genoa               | €15M         | 0           | 0           |
| Defenders   |                         |                      |                                    |                         |             |               |                     |              |             |             |
| 2           | Mattia De Sciglio       | Itália               | Lateral-direito                    | 20 de outubro de 1992   | 2017        | 2022          | Milan               | €12M         | 12          | 1           |
| 3           | Giorgio Chiellini (C)   | Itália               | Zagueiro                           | 14 de agosto de 1984    | 2005        | 2020          | Fiorentina          | €7.4M        | 360         | 26          |
| 4           | Medhi Benatia           | Marrocos             | Zagueiro                           | 17 de abril de 1987     | 2016        | 2020          | Bayern Munich       | €20M         | 24          | 2           |
| 12          | Alex Sandro             | Brasil               | Lateral-esquerdo                   | 26 de janeiro de 1991   | 2015        | 2020          | Porto               | €26M         | 77          | 9           |
| 15          | Andrea Barzagli         | Itália               | Zagueiro                           | 8 de maio de 1981       | 2011        | 2019          | Wolfsburg           | €0.3M        | 199         | 2           |
| 19          | Leonardo Bonucci        | Itália               | Zagueiro                           | 1 de maio de 1987       | 2018        | 2023          | Milan               | €35M         | 229         | 13          |
| 20          | João Cancelo            | Portugal             | Lateral-direito                    | 27 de maio de 1994      | 2018        | 2023          | Valencia            | €40.4M       | 2           | 0           |
| 24          | Daniele Rugani          | Itália               | Zagueiro                           | 29 de julho de 1984     | 2015        | 2021          | Empoli              | €3.5M        | 54          | 4           |
| 37          | Leonardo Spinazzola     | Itália               | Lateral-direito / Lateral-esquerdo | 25 de março de 1993     | 2014        | 2022          | Siena               | €0.4M        | 0           | 0           |
| Midfielders |                         |                      |                                    |                         |             |               |                     |              |             |             |
| 5           | Miralem Pjanić          | Bósnia e Herzegovina | Meia central                       | 2 de abril de 1990      | 2016        | 2023          | Roma                | €32M         | 63          | 11          |
| 6           | Sami Khedira            | Alemanha             | Volante                            | 4 de abril de 1987      | 2015        | 2021          | Real Madrid         | Free         | 79          | 20          |
| 14          | Blaise Matuidi          | França               | Volante                            | 9 de abril de 1987      | 2017        | 2020          | Paris Saint-Germain | €20M         | 32          | 3           |
| 23          | Emre Can                | Alemanha             | Meia central                       | 12 de janeiro de 1994   | 2018        | 2022          | Liverpool           | Freea        | 2           | 0           |
| 30          | Rodrigo Bentancur       | Uruguai              | Volante                            | 25 de junho de 1997     | 2017        | 2022          | Boca Juniors        | €9.5M        | 21          | 0           |
| Forwards    |                         |                      |                                    |                         |             |               |                     |              |             |             |
| 7           | Cristiano Ronaldo       | Portugal             | Atacante / Winger                  | 5 de fevereiro de 1985  | 2018        | 2022          | Real Madrid         | €100Mb       | 12          | 7           |
| 10          | Paulo Dybala            | Argentina            | Atacante / Meia-atacante / Winger  | 15 de novembro de 1993  | 2015        | 2022          | Palermo             | €32M         | 99          | 52          |
| 11          | Douglas Costa           | Brasil               | Winger                             | 14 de setembro de 1990  | 2017        | 2022          | FC Bayern München   | €40M         | 33          | 4           |
| 16          | Juan Guillermo Cuadrado | Colômbia             | Winger / Meia-atacante             | 26 de maio de 1988      | 2016        | 2020          | Chelsea             | €25M         | 79          | 10          |
| 17          | Mario Mandžukić         | Croácia              | Atacante / Winger                  | 21 de maio de 1986      | 2015        | 2020          | Atlético Madrid     | €19M         | 95          | 23          |
| 18          | Moise Kean              | Itália               | Atacante                           | 28 de fevereiro de 2000 | 2016        | 2020          | Youth Sector        | N/A          | 3           | 1           |
| 33          | Federico Bernardeschi   | Itália               | Winger                             | 16 de fevereiro de 1994 | 2017        | 2022          | Fiorentina          | €40M         | 24          | 5           |

a.↑  Additional costs of €16 million to be paid over the next two financial years.
b.↑  Additional costs of €12 million to be paid.

## Transferênciass

### Verão 2018

#### Entradas
| Data                | Pos. | Jogador             | Idade                   | Vindo de      | Valor                | Notas                                                    | Fonte |
| ------------------- | ---- | ------------------- | ----------------------- | ------------- | -------------------- | -------------------------------------------------------- | ----- |
| 1 de julho de 2018  | DF   | Mattia Caldara      | 5 de maio de 1994       | Atalanta      | N/A                  | Fim do empréstimo                                        |       |
| 1 de julho de 2018  | DF   | Leonardo Spinazzola | 25 de maio de 1993      | Atalanta      | N/A                  | Fim do empréstimo                                        |       |
| 1 de julho de 2018  | FW   | Moise Kean          | 28 de fevereiro de 2000 | Hellas Verona | N/A                  | Fim do empréstimo                                        |       |
| 1 de julho de 2018  | GK   | Mattia Perin        | 10 de novembro de 1992  | Genoa         | €12M + €3M variables | €12M paid in three installments                          |       |
| 1 de julho de 2018  | MF   | Emre Can            | 12 de janeiro de 1994   | Liverpool     | Free                 | Additional costs of €16M paid in two instalments         |       |
| 1 de julho de 2018  | DF   | João Cancelo        | 27 de maio de 1994      | Valencia      | €40.4M               | Paid in three installments                               |       |
| 10 de julho de 2018 | FW   | Cristiano Ronaldo   | 5 de fevereiro de 1985  | Real Madrid   | €100M                | Paid in two installments, plus additional costs of €12M. |       |
| 2 de agosto de 2018 | DF   | Leonardo Bonucci    | 1 de maio de 1987       | Milan         | €35M                 | Paid in two installments                                 |       |

#### Saídas
| Data      | Pos. | Jogador              | Idade                   | Destino                | Valor | Notas                                            | Fonte |
| --------- | ---- | -------------------- | ----------------------- | ---------------------- | ----- | ------------------------------------------------ | ----- |
| 1-7-2018  | DF   | Benedikt Höwedes     | 29 de fevereiro de 1988 | Schalke 04             | 0     | Fim do empréstimo                                |       |
| 1-7-2018  | DF   | Stephan Lichtsteiner | 16 de janeiro de 1984   | Arsenal                | 0     | Contrato expirado                                |       |
| 1-7-2018  | MF   | Kwadwo Asamoah       | 9 de dezembro de 1988   | Internazionale         | 0     | Contrato expirado                                |       |
| 6-7-2018  | GK   | Gianluigi Buffon     | 28 de janeiro de 1978   | Paris Saint-Germain    | 0     | Contrato expirado                                |       |
| 2-8-2018  | DF   | Mattia Caldara       | 5 de maio de 1994       | Milan                  | €35M  | Pago em duas prestações                          |       |
| 2-8-2018  | FW   | Gonzalo Higuaín      | 10 de dezembro de 1987  | Milan                  | €18M  | Empréstimo até 2019 com opção de compra por €36M |       |
| 11-8-2018 | MF   | Stefano Sturaro      | 9 de março de 1993      | Sporting CP            | N/A   | Empréstimo até junho de 2019                     |       |
| 16-8-2018 | MF   | Claudio Marchisio    | 19 de janeiro de 1986   | Zenit Saint Petersburg | 0     | Liberado                                         |       |

#### Outras aquisições
| Data                 | Pos. | Jogador             | Idade                  | Origem            | Valor                 | Notas                                                            | Fonte |
| -------------------- | ---- | ------------------- | ---------------------- | ----------------- | --------------------- | ---------------------------------------------------------------- | ----- |
| 7 de junho de 2018   | FW   | Douglas Costa       | 14 de setembro de 1990 | FC Bayern München | €40M+€1M variables    | Bought out loan from Bayern Munich €40M paid in two installments |       |
| 15 de junho de 2018  | FW   | Andrea Favilli      | 17 de maio de 1997     | Ascoli            | €7.5M+1.25M variables | €7.5M paid in two installments                                   |       |
| 2 de julho de 2018   | DF   | Giangiacomo Magnani | 4 de outubro de 1995   | Perugia           | €5M                   | Paid in three installments                                       |       |
| 10 de agosto de 2018 | DF   | Simone Emmanuello   | 25 de abril de 1994    | Atalanta          | Undisclosed           | To play for Juventus Under 23                                    |       |
| 14 de agosto de 2018 | DF   | Raffaele Alcibiade  | 23 de maio de 1990     | Pro Vercelli      | Undisclosed           | To play for Juventus Under 23                                    |       |
| 8 de outubro de 2018 | DF   | Lorenzo Del Prete   | 12 de janeiro de 1986  | Unattached        | Free                  | To play for Juventus Under 23                                    |       |

#### Outras dispensas
| Date                 | Pos. | Player              | Age                     | Moving to       | Fee         | Notes                                                                                 | Source |
| -------------------- | ---- | ------------------- | ----------------------- | --------------- | ----------- | ------------------------------------------------------------------------------------- | ------ |
| 2018 de julho de 1   | GK   | Nicola Leali        | 17 de fevereiro de 1993 | Perugia         | €2M         | Opted for option to sign permanently                                                  |        |
| 2018 de julho de 1   | DF   | Joel Untersee       | 11 de fevereiro de 1994 | Empoli          | €0.5M       | Opted for option to sign permanently                                                  |        |
| 2018 de julho de 1   | GK   | Alberto Gallinetta  | 16 de abril de 1992     | -               | Free        | Contract expiration                                                                   |        |
| 2018 de julho de 5   | FW   | Alhassane Soumah    | 2 de março de 1996      | WSG Wattens     | N/A         | On loan until June 2019                                                               |        |
| 2018 de julho de 11  | DF   | Pol García          | 18 de fevereiro de 1995 | VV Sint-Truiden | Undisclosed |                                                                                       |        |
| 12 de julho de 2018  | FW   | Alberto Cerri       | 16 de abril de 1996     | Cagliari        | €1M         | On loan until 2019 with obligation to buy for €9M                                     |        |
| 13 de julho de 2018  | MF   | Andrés Tello        | 6 de setembro de 1996   | Benevento       | €3M         | Option for Buy-back clause                                                            |        |
| 14 de julho de 2018  | DF   | Stefano Pellizzari  | 3 de janeiro de 1997    | Ravenna         | N/A         | On loan until June 2019                                                               |        |
| 14 de julho de 2018  | MF   | Giorgio Siani       | 9 de janeiro de 1997    | Ravenna         | N/A         | On loan until June 2019                                                               |        |
| 17 de julho de 2018  | GK   | Emil Audero         | 18 de janeiro de 1997   | Sampdoria       | €1M         | On loan until 2019 with option to buy for €14M and Buy-back clause for Juventus       |        |
| 20 de julho de 2018  | FW   | Davide Cais         | 17 de fevereiro de 1994 | Albissola       | N/A         | On loan until June 2019                                                               |        |
| 25 de julho de 2018  | GK   | Alberto Brignoli    | 19 de agosto de 1991    | Palermo         | €1M         |                                                                                       |        |
| 26 de julho de 2018  | MF   | Rolando Mandragora  | 29 de junho de 1997     | Udinese         | €20M        | Paid in four installments and €26M Buy-back clause for Juventus until 2019–20 season  |        |
| 27 de julho de 2018  | DF   | Giangiacomo Magnani | 4 de outubro de 1995    | Sassuolo        | €5M         | Paid in three installments and €12M Buy-back clause for Juventus until 2019–20 season |        |
| 28 de julho de 2018  | DF   | Dario Del Fabro     | 24 de março de 1995     | Cremonese       | N/A         | On loan until June 2019                                                               |        |
| 30 de julho de 2018  | DF   | Luca Barlocco       | 20 de fevereiro de 1995 | Piacenza        | N/A         | On loan until June 2019                                                               |        |
| 5 de agosto de 2018  | MF   | Luca Marrone        | 28 de março de 1990     | Verona          | N/A         | On loan until June 2019 with obligation to buy                                        |        |
| 7 de agosto de 2018  | FW   | Marko Pjaca         | 6 de maio de 1995       | Fiorentina      | €2M         | On loan until 2019 with an option to buy for €20M and Buy-back clause for Juventus    |        |
| 10 de agosto de 2018 | FW   | Andrea Favilli      | 17 de maio de 1997      | Genoa           | €5M         | On loan until June 2019 with option to buy of €7M with buy back clause                |        |
| 10 de agosto de 2018 | FW   | Eric Lanini         | 25 de fevereiro de 1994 | Imolese         | N/A         | On loan until June 2019                                                               |        |
| 11 de agosto de 2018 | DF   | Nazzareno Belfasti  | 20 de fevereiro de 1995 | Reggio Audace   | Free        | Contract expiration                                                                   |        |
| 12 de agosto de 2018 | FW   | Stefano Beltrame    | 8 de fevereiro de 1993  | Den Bosch       | N/A         | Empréstimo até junho de 2019                                                          |        |
| 13 de agosto de 2018 | MF   | Roger Tamba M'Pinda | 18 de setembro de 1998  | NK Osijek       | N/A         | On loan until June 2019 with option to buy                                            |        |
| 13 de agosto de 2018 | MF   | Oumar Toure         | 18 de setembro de 1998  | FK Kukësi       | N/A         | On loan until June 2019                                                               |        |
| 14 de agosto de 2018 | GK   | Laurențiu Brănescu  | 30 de março de 1994     | HNK Gorica      | N/A         | On loan until June 2019                                                               |        |
| 16 de agosto de 2018 | FW   | King Udoh           | 5 de setembro de 1995   | Leixões SC      | N/A         | On loan until June 2019                                                               |        |
| 17 de agosto de 2018 | MF   | Luca Clemenza       | 9 de julho de 1997      | Padova          | N/A         | On loan until June 2019                                                               |        |
| 17 de agosto de 2018 | MF   | Ferdinando Del Sole | 17 de janeiro de 1998   | Pescara         | N/A         | On loan until June 2019                                                               |        |
| 24 de agosto de 2018 | MF   | Nicola Mosti        | 7 de fevereiro de 1998  | Imolese         | N/A         | On loan until June 2019                                                               |        |
| 31 de agosto de 2018 | MF   | Roman Macek         | 18 de abril de 1997     | Lugano          | N/A         | On loan until June 2019                                                               |        |

Total expenditure: €239,900,000; Total revenue: €93,500,000; Net income: €146,400,000